# Erlitoucultuur
Erlitoucultuur is een Chinese cultuur uit de vroege bronstijd, genoemd naar het dorp Erlitou, 10 km ten zuidwesten van Yanshi (nabij Luoyang aan de Gele Rivier in de huidige provincie Henan). De vindplaats wordt beschouwd als representatief (type site) voor de gelijknamige cultuur. Erlitou was al eerder bewoond tijdens het neolithicum (3500 en 2500 v.Chr.), maar de bronstijdnederzetting bestond tussen 1900 en 1250 v.Chr., met een bloeitijd tussen 1900 en 1600 v.Chr. Voor deze periode wordt de Erlitoucultuur met name door Chinese archeologen in verband gebracht met de legendarische Xia-dynastie.

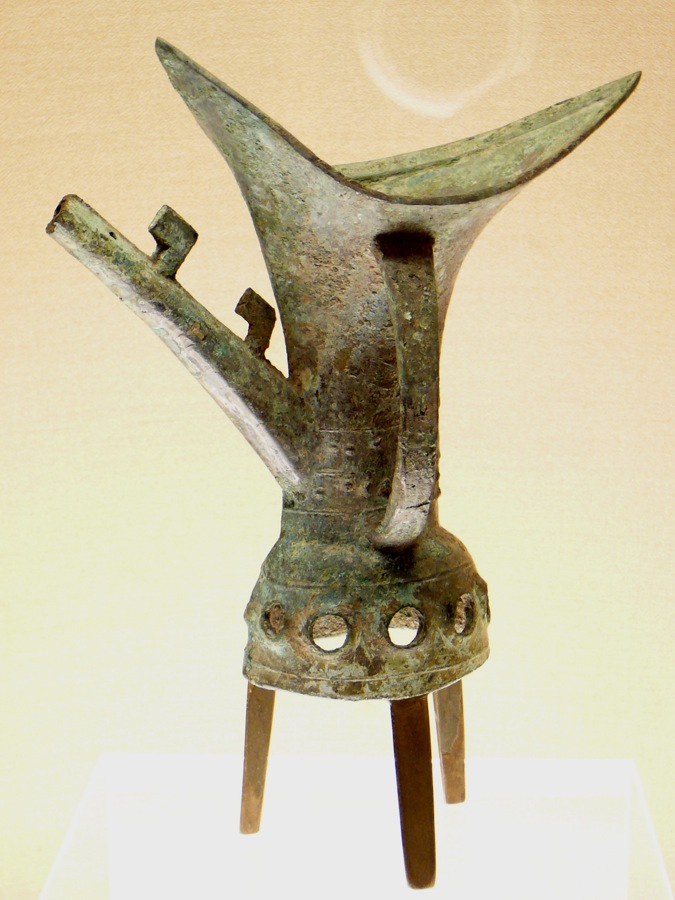
Bronzen jue